# Lebenssimulation

Spiel des Lebens

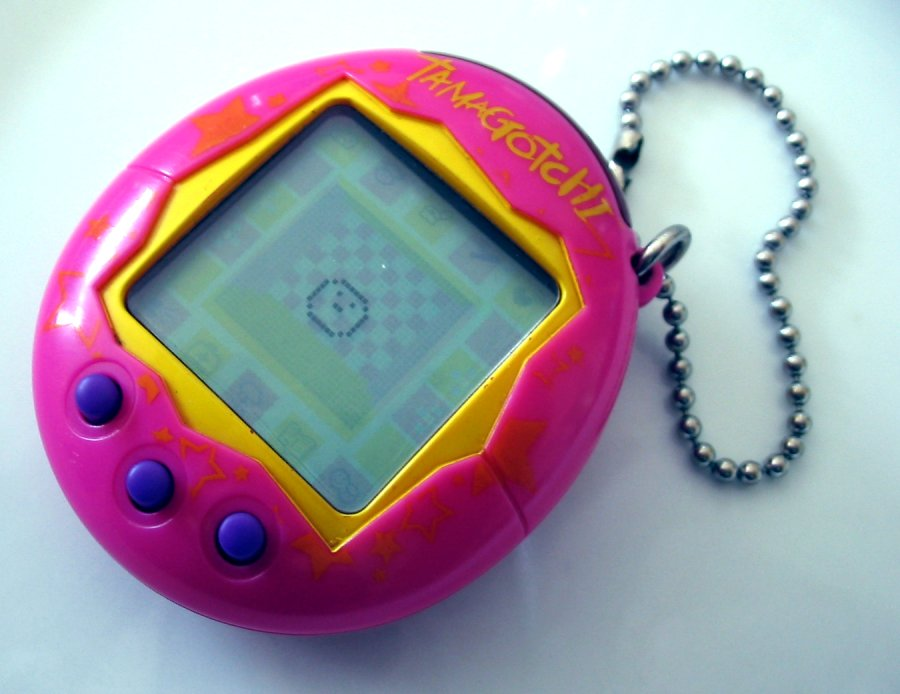
Tamagotchi

Als Lebenssimulation wird ein Computerspiel bezeichnet, welches eine Simulation und Darstellung eines Lebenszyklus eines Objektes oder einer Person nach vorher definierten Regeln ermöglicht. Damit stellt es eine spezialisierte Unterkategorie des Genres Simulationsspiel dar und beinhaltet oft auch Echtzeit-Elemente. Teilweise wird dabei noch danach unterschieden, ob der Nutzer, der die Simulation gestartet hat, in das Geschehen interaktiv eingreifen kann (bei Computerspielen üblich), oder ob nach der Festlegung der Regeln und dem Starten des Szenarios die Simulation vollständig alleine abläuft (Automaten oder KI-Simulationen). Spiel- und Spielzeugvarianten, die sich um Tiere drehen, werden auch als virtual pet (virtuelles Haustier) bezeichnet.
Die Variante ohne Benutzerinteraktion wird oft als einfacher Automat dargestellt. Die bekannteste Version davon dürfte Conways Spiel des Lebens sein, in der anhand bestimmter Regeln über die Entstehung und Auslöschung von lebenden Zellen ein automatisch gesteuerter Entwicklungszyklus durchlaufen werden kann, der sich kontinuierlich selbst verändert.
Für die Computerspielbranche findet im Normalfall die Version mit Benutzerinteraktion Verwendung, um den Spieler an der Entwicklung des ablaufenden Szenarios aktiv zu beteiligen und so eine Spielerfahrung zu ermöglichen. Spielende müssen dafür sorgen, dass es den virtuellen Charakteren gut geht, indem sie sie zum Beispiel unterhalten und füttern.
Hier sind die einfachsten Spiele dieser Art Simulationen, in denen der Nutzer nur äußere Zustände verändern kann, um eine autonom laufende Simulation zu beeinflussen, ohne das simulierte Objekt selbst zu steuern. Dies geschieht im Normalfall durch die Auslösung von Impulsen (Befehle oder das Hinzufügen und Entfernen von simulationsrelevanten Objekten), auf die durch das simulierte Objekt reagiert wird, oder eine durch spielerische Aktionen umgesetzte Veränderung der grundlegenden Simulationsparameter. Beispiele für diese Art Lebenssimulation sind unter anderem Tamagotchi oder das frühe C64-Spiel Little Computer People.
Später kamen komplexere Formen auf. Das Grundprinzip der Spiele blieb gleich, aber es wurden deutlich mehr steuerbare Faktoren in die Simulation mit einbezogen, so dass die vom Spieler getroffenen Entscheidungen schwerer vorherzusehen waren, und oftmals mehrere steuerbare Werte auf einmal beeinflussten. Typische Vertreter dieser Zeit sind Spiele wie Jones in the Fast Lane oder Princess Maker. Zudem tauchten die ersten Formen von Vererbung bereits getätigter Simulationsveränderungen innerhalb eines neuen Lebenszykluses auf, wie man zum Beispiel in Creatures sehen kann.
Die heutigen Lebenssimulationen sind dazu übergegangen, die vom Spieler vorgenommenen Beeinflussungen über Hilfsobjekte darzustellen, um eine weitergehende Illusion einer interaktiven Welt zu erschaffen, welche der Spieler eher passiv beobachtet und weniger aktiv steuert. Das dahinterliegende Simulationskonzept ist jedoch gleich geblieben. Ein prominentes Beispiel für diese Spielart ist Die Sims, wo der Spieler die Position eines Schöpfers, Lenkers und Beobachters besitzt.

## Bekannte Vertreter
- Alter Ego
- Animal Crossing
- Creatures, Erschaffung und Simulation künstlichen Lebens
- Darwinbots, Simulation künstlichen Lebens
- Die Sims, soziale Simulation
- Fin Fin, Lebenssimulation für den PC von 1997
- Harvest Moon
- Nintendogs, Haustiersimulation
- The Idolm@ster, Pop-Idol-Simulation
- Jones in the Fast Lane
- Little Computer People
- Petz-Serie von Computerspielen für den PC; das erste Spiel Dogz kam 1995 auf den Markt, gefolgt von Catz (1996) und Oddballz (1996)
- Princess Maker, Erziehungssimulation
- SimAnt, Simulation einer Ameisenkolonie
- Spore, Mischform mit Göttersimulation
- Tamagotchi, Haustiersimulation als elektronisches Taschenspielzeug (1997)
- Tomodachi Life, Lebenssimulation mit Miis
- Die Gilde, Wirtschaftssimulation im Spätmittelalter